# Palau dels Pioners

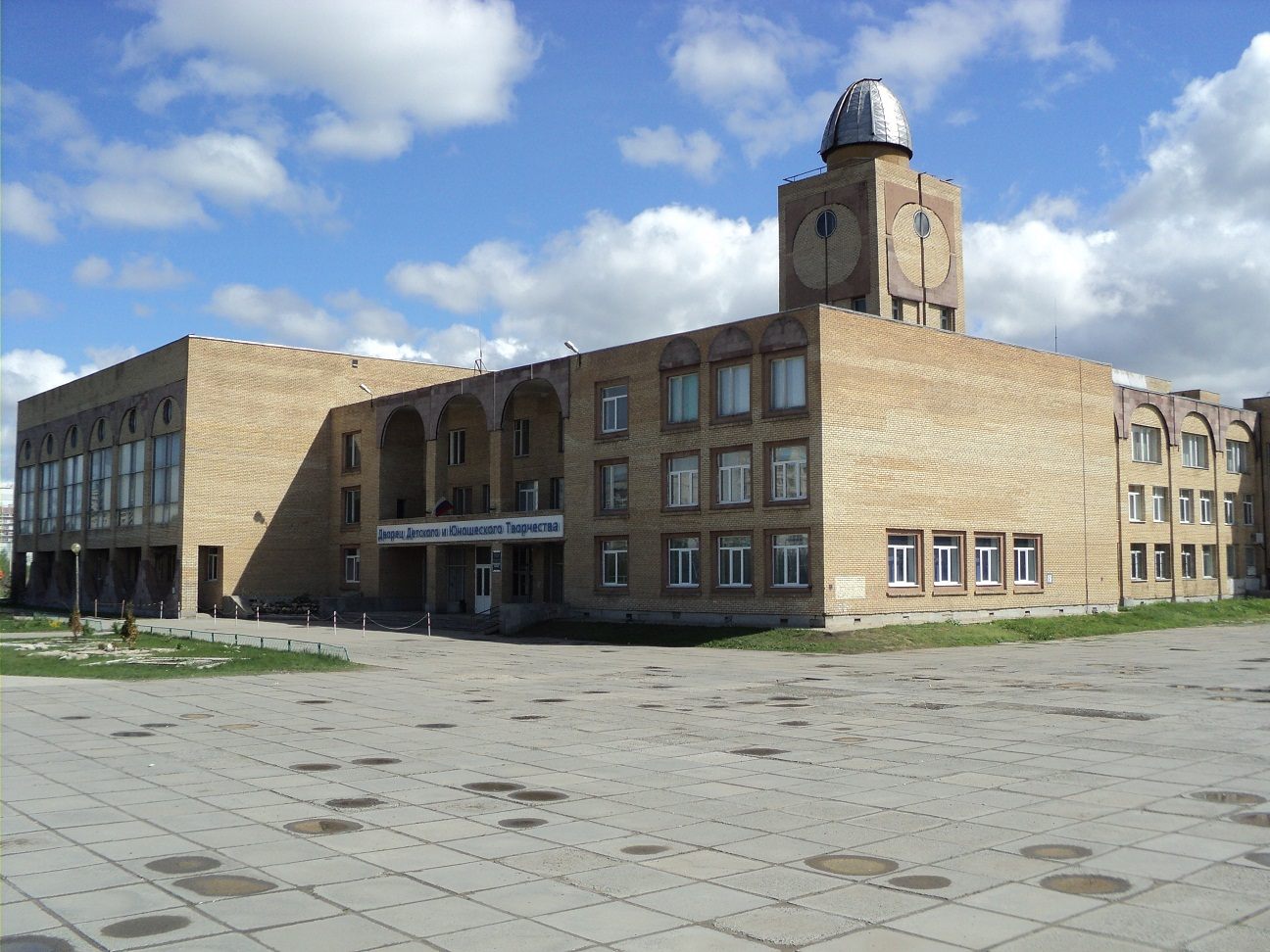
Palau dels Joves Pioners a Togliatti

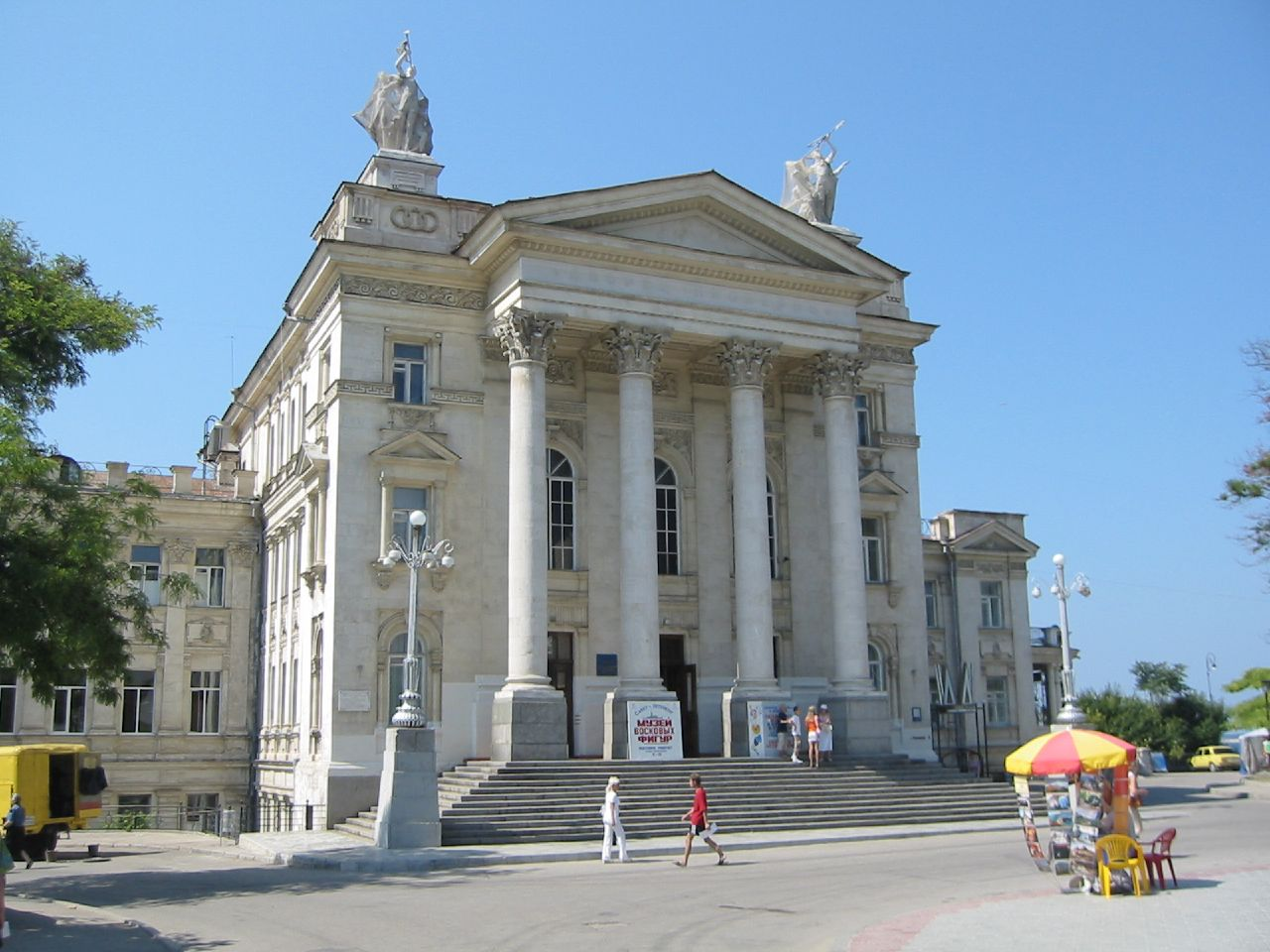
Palau dels Joves Pioners a Sebastòpol

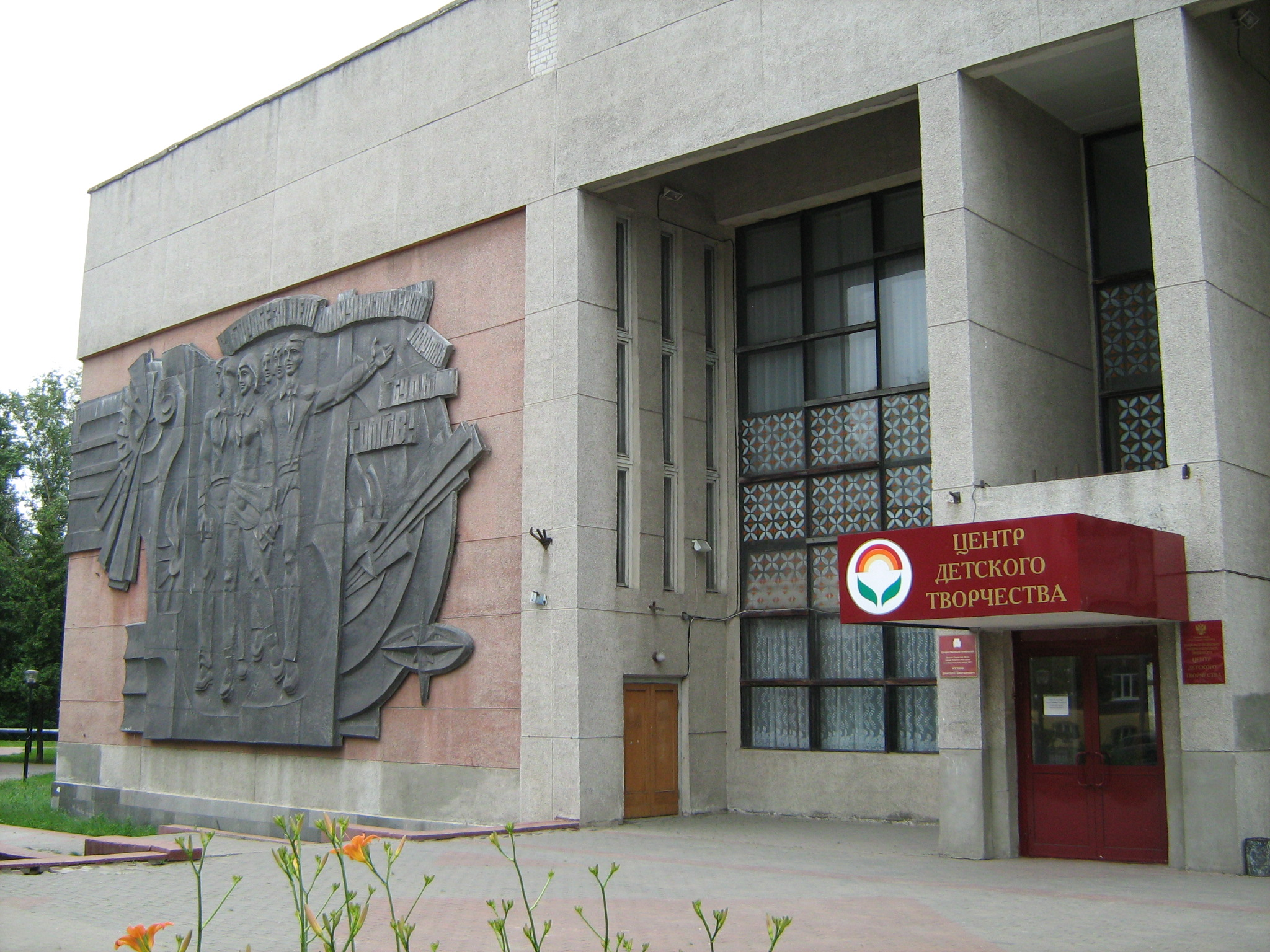
L'antic Palau dels Pioners a Sórmovo, actualment reanomenat "Centre d'Activitats Creatives per a Joves"

Els Palaus dels Pioners o Palaus dels Joves Pioners (en rus Дворец пионеров Dvorets pionèrov) eren centres destinats a fomentar el treball creatiu, l'entrenament esportiu i les activitats extracurriculars dels Joves Pioners i dels escolars. Els Palaus dels Joves Pioners es van originar a la Unió Soviètica (URSS) i encara existeixen en alguns estats socialistes.

## Història
El primer Palau dels Joves Pioners es va establir a Moscou el 1923-1924, i posteriorment se'n van organitzar d'altres a Leningrad, Sverdlovsk, Tbilisi, Kíev, Irkutsk i en nombroses altres ciutats i pobles de la Unió Soviètica. El 1971 hi havia més de 3.500 Palaus dels Joves Pioners al país. Els primers van ser organitzats en els palaus i exresidències personals de la reialesa de l'Imperi Rus, nacionalitzats poc després que el poder soviètic fos establert el 1922. L'antic Palau Anítxkov, per exemple, es va convertir en el Palau Jdànov dels Joves Pioners de Leningrad, anomenat així en honor d'Andrei Jdànov, i que va ser un dels més coneguts palaus de pioners de la Unió Soviètica. Els de nova construcció van ser bastits en l'estil arquitectònic dels palaus antics fins a les darreries de 1950, quan es van començar a imposar nous estils arquitectònics. Dos dels grans palaus dels pioners van ser construïts en el nou estil: el Palau dels Joves Pioners de Moscou, construït entre 1959-1963, i el Palau dels Joves Pioners de Kíev, construït el 1965.
Hi havia algunes diferències essencials entre les escoles secundàries soviètiques i els palaus de pioners. Aquests últims s'organitzaven en seccions i grups d'aficionats especialitzats. No era obligatori que els escolars hi entressin, i els programes educatius dins els grups de joves dels Palaus dels Pioners van ser dissenyats per tal que no es dupliquessin els programes escolars. Malgrat tot, també hi havia algunes similituds: els grups d'aficionats eren organitzats per edat dels joves, de manera similar a les classes de l'escola, i la inscripció era totalment gratuïta. La tasca educativa als Palaus va ser dissenyada per tal de fomentar els interessos dels nens en el treball, el coneixement, el desenvolupament de capacitats creatives, l'orientació professional, i les activitats de desenvolupament del talent. S'hi practicaven diversos esports, i s'hi formaven grups per aficions culturals i educatives, tècniques, polítiques, o artístiques. Un dels principis fonamentals declarats de la tasca educativa dels Palaus dels Pioners era: "Després d'haver estat ensenyat, ensenya el seu camarada".
Després de la desintegració de la Unió Soviètica, la majoria dels palaus dels pioners van tancar. Alguns van reobrir les seves portes com a centres de joventut, però la inscripció va deixar de ser gratuïta.
Durant l'existència de la Unió Soviètica, es van construir molts Palaus dels Pioners a països del Bloc de l'Est i en altres països aliats dels soviètics. Alguns d'ells encara existeixen, com ara el Palau dels Joves Pioners de Hanoi, al Vietnam, el Palacio Central de Pioneros Ernesto Che Guevara a l'Havana o el Palau dels Pioners i Escolars de Pyongyang (Corea del Nord).